# Ryczard Ziamczonak
Ryczard Wikiencjewicz Ziamczonak (biał. Рычард Вікенцьевіч Зямчонак, ros. Ричард Викентьевич Земчонок, Riczard Wikientjewicz Ziemczonok; ur. 27 czerwca 1943 w Cijuńcach w dystrykcie Głębokie) – białoruski polityk, w latach 1997–2000 członek Rady Republiki Zgromadzenia Narodowego Republiki Białorusi I kadencji.

## Życiorys
Urodził się 27 czerwca 1943 roku we wsi Cijuńce, na terytorium okupowanym przez III Rzeszę, w dystrykcie Głębokie, w Komisariacie Generalnym Białoruś, w Komisariacie Rzeszy Wschód. W 1971 roku ukończył Białoruski Instytut Technologiczny, uzyskując wykształcenie inżyniera technologa. W latach 1958–1962 pracował jako stolarz w Rejonowym Kombinacie Przemysłowym w Postawach. W latach 1962–1965 służył w Armii Radzieckiej, po czym wrócił do poprzedniego miejsca zatrudnienia, gdzie pracował do 1973 roku, kolejno jako stolarz, mistrz i kierownik wydziału meblowego. W latach 1973–1981 był kierownikiem wydziału meblowego i głównym inżynierem w Woropajewskim Kombinacie Drzewnym w rejonie postawskim. Od 1981 roku pełnił funkcję dyrektora Zakładu Produkcji Przyborów Szkolnych do Szkicowania i Rysowania w Postawach.
13 stycznia 1997 roku został członkiem nowo utworzonej Rady Republiki Zgromadzenia Narodowego Republiki Białorusi I kadencji. Od 22 stycznia pełnił w niej funkcję członka Stałej Komisji ds. Prawodawstwa i Budownictwa Państwowego. Jego kadencja w Radzie Republiki zakończyła się 19 grudnia 2000 roku.

## Życie prywatne
Ryczard Ziamczonak jest żonaty, ma dwoje dzieci.

## Odznaczenia
- Trzy medale;
- Gramota Pochwalna Rady Najwyższej Białoruskiej SRR[1].